# گری کلمن
گری کلمن (انگلیسی: Gary Coleman؛ زاده ۸ فوریهٔ ۱۹۶۸ درگذشته ۲۸ مهٔ ۲۰۱۰) یک هنرپیشه اهل ایالات متحده آمریکا بود. وی بین سال‌های ۱۹۷۴ تا ۲۰۱۰ میلادی فعالیت می‌کرد.

## گزیده فیلمشناسی
از فیلم‌ها یا برنامه‌های تلویزیونی که وی در آن نقش داشته‌است می‌توان به آثار زیر اشاره کرد.
- جشن (فیلم ۱۹۹۴) (۱۹۹۴)
- کار کثیف (فیلم ۱۹۹۸) (۱۹۹۸)
- متأهل… بچه‌دار (۱۹۹۴–۱۹۹۶)
- سیمپسون‌ها (۱۹۹۹، ۲۰۰۰)
- نمایش درو کری (۲۰۰۱)